# اچ‌ام‌اس ترومپوس (۱۷۹۷)
اچ‌ام‌اس ترومپوس (۱۷۹۷) (به انگلیسی: HMS Trompeuse (1797)) یک کشتی بود. این کشتی در سال ۱۷۹۷ ساخته شد.